# Luceria griseata
Luceria griseata är en fjärilsart som beskrevs av Rothschild 1916. Luceria griseata ingår i släktet Luceria och familjen nattflyn. Inga underarter finns listade i Catalogue of Life.